# Бистрица (Румыния)
Би́стрица (рум. Bistriţa, венг. Beszterce) — город на западе Румынии в Трансильвании, на реке Бистрица. Административный центр жудеца Бистрица-Нэсэуд. 

Краткая история
Крепость Бистрица включала в себя территорию между улицами: Бистрициоарей, Экатерина Теодорою, Догарилор, Михай Эминеску и бульваром Республики. Это укрепление, реализованное в основном в 1465-1484 годах, состояло из рвов шириной около 30-35 м и каменных стен высотой около 10 м. Средневековая крепость состояла из 3 ворот и 10 башен, в которых служили городские гильдии. Средневековые укрепления были разрушены в XIX веке, но башня дожа и часть каменных стен сохранились на юго-восточной стороне города.
Рядом находятся Госпитальные ворота Мост

## Промышленность
- Пищевая
- Мебельная, кожевенно-обувная промышленность
- Швейные, металлообрабатывающие, керамические предприятия.

## Памятники архитектуры
- Центральная площадь с лютеранской церковью (XIV век)
- Сгоревшая средневековая церковь
- Музей Бистрица-Нэсэуд с историческими находками.

## Города-побратимы
- Безансон,  Франция
- Л’Акуила,  Италия
- Зелёна-Гура,  Польша
- Колумбус,  США
- Херцогенрат,  Германия